# Microdato
Il microdato statistico è un'unità elementare di informazione, cioè un dato sulla singola unità statistica.
I microdati, in combinazione fra loro e assieme ad altri elementi conoscitivi, concorrono a formare il macrodato statistico.
L'esame dei microdati, che assume particolare importanza nella formazione del contenuto statistico, avviene prevalentemente attraverso due momenti:
- l'astrazione, ossia definizione e scelta delle unità elementari;
- la rilevazione delle unità elementari definite e scelte.

### Fonti primarie
- David Freedman, Robert Pisani, Roger Purves, Statistica. Milano, McGraw-Hill, 1998. ISBN 8838607508.

### Fonti secondarie
- Yuri A. Rozanov, Probability Theory, Random Processes and Mathematical statistics, Kluwer, 1995. ISBN 0792337646.
- Alberto Rotondi, Paolo Pedroni, Antonio Pievatolo, Probabilità, statistica e Simulazione. 4ª edizione, Springer, 2021 ISBN 9788847040090.
- Leti G., Statistica descrittiva. Bologna, Il Mulino, 1983. ISBN 8815002782.
- Mondani A., Corso di statistica descrittiva. LED Edizioni Universitarie, 1991.  ISBN 8879160028.